# Rosa Maria Ferrer Valls
Rosa Maria Ferrer Valls (Igualada, 21 d'abril de 1952) és una treballadora social i política catalana; ha estat diputada al Parlament de Catalunya en la VIII legislatura.

## Biografia
És llicenciada en periodisme per la Universitat Autònoma de Barcelona, diplomada en treball social per la Universitat de Barcelona i assistent social per l'Escola Catòlica d'Ensenyança Social de Barcelona. Ha treballat com a assistent social al Col·legi Sant Ramon Nonat de Barcelona (1972-1975) i Telefónica (1976-1998), ha treballat de professora a les escoles Torras i Bages de Manresa (1974-1976), a l'ICESCB de Barcelona (1975-1977) i a l'escola universitària de treball social de la Universitat de Barcelona (1990-2004).
De 1979 a 2004 va militar a Comissions Obreres i de 2006 a 2010 ha estat vicepresidenta primera de la Junta de Govern del Consell General de Col·legis Oficials de Diplomats en Treball Social i Assistents Socials. Membre directiva de Ciutadans pel Canvi, en 2007 va substituir en el seu escó Ferran Mascarell i Canalda, elegit diputat a les eleccions al Parlament de Catalunya de 2006. Ha estat membre, entre d'altres, de la Comissió d'Estudi de la Situació de les Persones amb Discapacitats del Parlament de Catalunya.